# Santa Librada (Asunción)
Santa Librada es un barrio de la capital paraguaya, Asunción, limitante con la ciudad de Lambaré.

## Límites
- Al norte el barrio Republicano
- Al sur el barrio Itá Enramada
- Al este el barrio San Vicente y la ciudad de Lambaré
- Al oeste el barrio Jukyty

El barrio Santa Librada tiene como divisiones la calles Teniente Cantalupi, Pizarro, Monseñor Andreu, la Avda. Félix Bogado/1.º de Marzo, el arroyo Sosa, la Avda. Coronel Schweizer, la calle Tomás Romero Pereira, y la Laguna Cateura.

## Puntos de interés
En sus límites se encuentra el campus de la Universidad Católica de Asunción, así como también el Seminario Mayor Nacional.

## Vialidad
La avenida más importante de este barrio es la Avda. Perón, principal vía de comunicación del oeste lambareño con la capital.

## Instituciones
Educativas:
- San Diego & Saint Catherine School
- Campus Santa Librada de la Universidad Católica de Asunción

Religiosas:
- Seminario Mayor Nacional
- Seminario San Vicente de Paúl - Misioneros Vicentinos
- Capilla Conventual San Leopoldo Mandic
- Convento San Serafín
- Escuela Básica N° 1004 Dr. Leandro P. Prieto